# Progressieve instorting
Een gebouw ondergaat een progressieve instorting of pancake collapse wanneer een primair bouwelement faalt, resulterend in het falen van aangrenzende bouwelementen, waardoor constructief falen wordt veroorzaakt. Een progressieve instorting heeft de minste overlevingskans voor slachtoffers.

## Definiëring

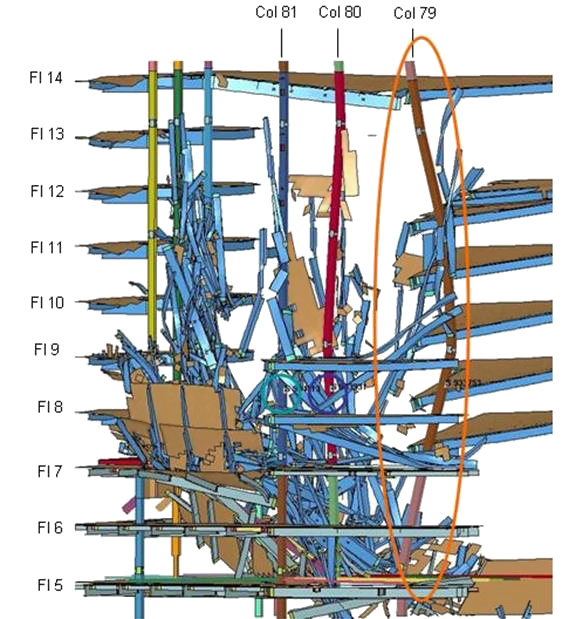
Initiëring van progressieve instorting in 7 World Trade Center

De term "onevenredige ineenstorting" wordt vaak gebruikt om dit type van instorting te beschrijven, vanwege de voortvloeiende schade uit een progressieve instorting die in verhouding staat tot de oorspronkelijke oorzaak. Gebouwen zijn niet altijd bestand tegen invloeden van buitenaf, waardoor dergelijke structuren - vaak geheel - rechtstandig instorten. In het verleden stortten vaak gebouwen met een staalconstructie op deze manier in. Een notoir voorbeeld van progressieve instorting is het originele World Trade Center. Een progressieve instorting komt ook vaak voor bij aardbevingen.
Progressieve instorting of voortschrijdende instorting werd voor het eerst gepubliceerd als pancake collapse (letterlijk: "instorting van een pannenkoek") op 10 augustus 1980 en deed zich voor in de New York Times. Commandant John Connelly van het 19e bataljon legde uit dat een appartementencomplex, waarop gereageerd werd in de Bronx, door vuur zozeer was verzwakt dat alle verdiepingen stelselmatig op elkaar begonnen te vallen. Connelly sprak: "Het was een instorting van een pannenkoek. Het hele gebouw ging in vlammen op en ging tegen de grond."
Hoe een gebouw instort varieert, maar een progressieve instorting is een beroerde vorm van ineenstorting. Een constructie valt met grote kracht neer, op een zodanige manier dat hogere verdiepingen of structuren direct op de onderliggende verdiepingen belanden. Deze verdiepingen dragen van tevoren een enorme belasting door plotse ongelijke verdeling van zwaartekracht. Bovendien wordt meestal een deformatie van kruip doorstaan, wat een nefaste invloed heeft op de levensduur van een gebouw.
Een progressieve instorting heeft een immense stapel puin als gevolg. Reddingsoperaties bij deze incidenten zijn riskant vanwege de grote hoeveelheid en de compactheid van het puin. Daarnaast zijn reddingsoperaties tijdrovend, maar ze worden gebruikt in de hoop overlevenden te vinden. In geval van progressieve instorting kan elke beweging uiterst gevaarlijk zijn vanwege het potentieel van secundaire instorting. Een vloer zou namelijk op een meubel kunnen rusten en elke beweging in het gebied zou de vloer kunnen losmaken.

## Voorbeelden
- Campanile van Venetië op 14 juli 1902; noordelijk dragende muur scheidde zich van de hoofdstructuur. De oorzaak van de scheiding werd toegeschreven aan meer dan 700 jaar slijtage aan de structuur, inclusief branden en verschillende aardbevingen, voornamelijk door uitdroging van de houten steunbalken, de klokken zelf die heen en weer slingerden en kruip. Niemand raakte gewond, behalve een kat van een verzorger. De klokkentoren, een steenbewerking, werd in oorspronkelijke stijl herbouwd.[4][5]
- Ronan Point, een flatgebouw in Oost-Londen; deels verwoest door een gasexplosie op 16 mei 1968 en volledig afgebroken in 1986.
- Alfred P. Murrah Federal Building; verwoest bij de bomaanslag in Oklahoma City op 19 april 1995. De noordzijde van het gebouw onderging een progressieve instorting nadat een autobom werd geplaatst door ex-soldaat Timothy McVeigh.
- Twin Towers van het World Trade Center en 7 World Trade Center in New York; verwoest bij de aanslagen van 11 september 2001. Twee gekaapte passagiersvliegtuigen vlogen in de Twin Towers, waarna complete progressieve instorting tot stand kwam.
- Windsor Tower in Madrid op 12 februari 2005; progressieve instorting van de bovenste 11 verdiepingen van het gebouw, dat in totaal 28 verdiepingen telde. De toren had een binnenkern van gewapend beton die was omringd door een buitenomtrek met stalen frame.
- Rana Plaza in Savar, een district van Bangladesh, op 24 april 2013; complete progressieve instorting van het gebouw dat in totaal acht verdiepingen telde.
- Plasco Center in Teheran op 19 januari 2017; het vuur ontstond op de achtste verdieping. Een rechtstandige, progressieve instorting vond plaats tijdens reddingsoperaties. De instorting van het gebouw was vergelijkbaar met de instorting van het originele World Trade Center. Bij het incident kwamen 16 brandweerlieden en 10 burgers om het leven.